# Spinorbital
Spinorbital  – funkcja jednoelektronowa, czyli opisująca pojedynczy elektron (w atomie, cząsteczce). Każdemu orbitalowi odpowiadają 2 spinorbitale.